# FC Esperança
FC Esperança is een Braziliaanse voetbalclub uit Novo Hamburgo in de staat Rio Grande do Sul. 

## Geschiedenis
De club werd opgericht in 1910. In 1945 slaagde de club erin om de eindronde te bereiken van het Campeonato Gaúcho. Normaliter plaatste de stadsrivaal EC Novo Hamburgo zich hiervoor. In de voorronde zette de club Inter de Santa Maria opzij en plaatste zich voor de halve finale tegen Pelotas. Na een 5-0 zege stond de club al met anderhalf been in de finale tegen het grote Internacional, maar in de terugwedstrijd kon Pelotas ook vijf keer scoren waardoor er een verlenging gespeeld werd waarin Pelotas nog een keer scoorde en zo Esperança uitschakelde. 

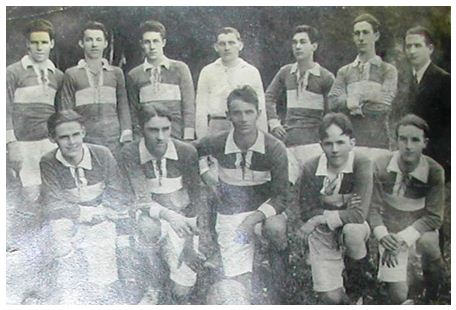
Selectie 1921